# 乌鲁木齐岩黄耆
乌鲁木齐岩黄耆（学名：Hedysarum songaricum var. urumchiense）为豆科岩黄耆属下的一个变种。

## 扩展阅读
- 維基物種上的相關：乌鲁木齐岩黄耆